# Theodore Barber
Theodore Xenophon Barber (* 1927 in Martins Ferry, OH; † 10. September 2005 in Framingham, MA) war ein amerikanischer Psychologe, der durch seine Kritik an der klassischen Hypnose bekannt wurde.

## Leben
Theodore Xenophon Barber studierte am St. John’s College in Annapolis und wurde 1956 in Sozialpsychologie an der American University in Washington D.C. promoviert. Nach einigen Jahren der Forschungstätigkeit in Harvard wechselte er zur Medfield Foundation in Medfield, MA, einer privaten psychiatrischen Forschungseinrichtung. Ab 1973 leitete er dort die Forschung. 1978 wechselte Barber zum Cushing Hospital in Framingham, wo er bis zu seiner Pensionierung 1986 die Abteilung für Psychologie leitete. Er war zeitgleich auch leitender Psychologe am Medfield State Hospital in Medfield.
Barber begann in den 1960er Jahren mit Forschungen zur Hypnose. Er führte Experimente durch, in denen er den Hypnosezustand allein durch Suggestion erzeugte, ohne die formalen Mittel der Hypnose (z. B. schwingendes Pendel) zu benutzen. Barber stand der „Division 30“ (Psychologische Hypnose) der American Psychological Association (APA) vor.

## Veröffentlichungen
- Hypnosis: A Scientific Approach. Van Nostrand Reinhold, New York 1969.
- LSD, Marihuana, Yoga, and Hypnosis. Aldine Publishing, Chicago 1970. ISBN 0-202-25004-0.
- Mit Nicholas Spanos und John F. Chaves: Hypnosis, Imagination, and Human Potentialities. Pergamon, New York 1974.
- Mit Nicholas Spanos: Toward a convergence in hypnosis research. In: American Psychologist, 1974, Nr. 29, S. 500–511.
- Pitfalls in human research - 10 pivotal points. Pergamon, New York 1979. ISBN 0-08-020934-3.